# 夢想藍圖
夢想藍圖為高雄市道明中學2016年度的學生原創畢業歌，截至2018年止，其MV為在YouTube上點閱率最高的台灣高中生原創畢業歌，被台灣網友封為「最強畢業歌」，入選「啟程《2016高中原創畢業歌合輯》」並曾在2016年9月登上全球中文音樂榜。
夢想藍圖由排灣族男主唱謝嘉全、女主唱許維芳共同詮釋夢想藍圖這首歌從無到有全部都由道明高中的同學透過彼此分工合作一手包辦。。2019年9月，因團員內部的酬勞與歌曲版權糾紛，夢想藍圖在YouTube上的官方MV下架。
2020年7月1日，作詞、作曲人戴恩幟受邀到勾起你心中的惡YouTube頻道分享MV下架的幕後細節。

## 詞曲
女主唱許維芳搭配男主唱謝嘉全令人留下深刻印象，歌詞中描寫年少青春時都會面臨的悲歡離合及朋友吵架等，勾起了許多人的青澀回憶。

## 來源
1. ↑  顏幸如. . Next Magazine TW. 2017-06-10  [2018-05-05]. （原始内容存档于2017-06-15） （中文）. 沒錯！去年高雄道明中學的夢想藍圖，地位屹立不搖。夢想藍圖有多種版本，光是找同學當男女主角的正式版、以美麗華捷運站為主場景的畢業版、最早推出的錄音版，過去一年在You Tube加起來有近1200萬點閱率，也打破2012年由15所高中生大合唱、一千萬點閱的風箏。
2. ↑  洪定宏. . 自由時報. 2016-06-19  [2016-09-11]. （原始内容存档于2016-09-16）.
3. ↑  三立新聞網. . www.setn.com. 2020-07-06  [2020-12-27]. （原始内容存档于2020-10-03） （中文（臺灣））.
4. ↑  王韻婷. . storm.mg. 2017-07-13  [2018-05-05]. （原始内容存档于2017-10-20） （中文）.

## 外部連結
- 房昱丞. . YouTube. 2018-04-12  [2018-05-05]. （原始内容存档于2017-09-03）.